# 19122 Amandabosh
19122 Amandabosh este un asteroid din centura principală de asteroizi.

## Descriere
19122 Amandabosh este un asteroid din centura principală de asteroizi. A fost descoperit pe 7 noiembrie 1985 la Stația Anderson Mesa de Edward L. G. Bowell. Asteroidul prezintă o orbită caracterizată de o semiaxă mare de 2,36 ua, o excentricitate de 0,22 și o înclinație de 1,2° în raport cu ecliptica.